# Guadamur
Guadamur è un comune spagnolo di 1 819 abitanti situato nella comunità autonoma di Castiglia-La Mancia.

## Toponomastica
Il termine "Guadamur" (قدمر), secondo alcuni studiosi, in arabo significa 'fiume delle onde', ma altri pensano che il risultato sia Wadi al-mur 'Fiume delle mura', come un riferimento a qualsiasi costruzione idraulica romana. Pertanto, il risultato è un ibrido di arabo (wadi: fiume, valle) e il latino murus (muro), come in altri ibridi, come Guadalcanal (Siviglia).
Wadi (الوادي, واد) è una parola di origine araba utilizzata per descrivere i fiumi a secco o stagionali.

## Geografia fisica
Il comune si trova in un torrente, nella regione dei Montes de Toledo, e sono annessi i comuni di Toledo a nord, di Argés a est, Casasbuenas a sud e Polán a sud-ovest, tutti della provincia di Toledo.
Il prato di Daramezas, competenza di Guadamur e separato dal resto del comune e integrato a Toledo, è il confine settentrionale del fiume Tago. Il punto più alto del territorio si trova in Liebrera, con 661 m s.l.m.

## Storia

### Origini

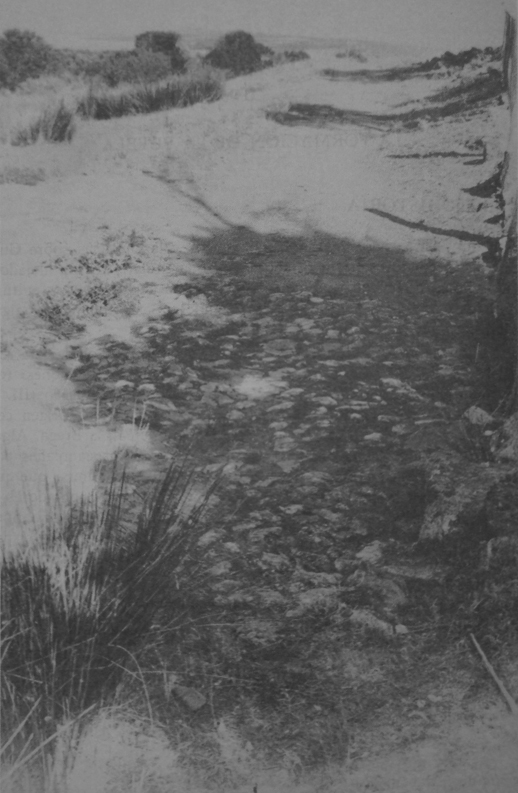
Via romana a Guadamur

Sono pochissimi i resti di presenza umana nell'antichità: un raschietto neolitico, un'ascia filitosa di difficile datazione. Guadamur è troppo lontano dagli insediamenti paleolitici più vicini (nella Comunità Autonoma di Madrid).
I residenti della zona prima dell'arrivo dei Romani ricevono dal geografo Strabone la designazione di Carpetanos, di società e cultura celtiberica. Vicini a Guadamur ci sono alcuni nomi di luogo in lingua celta, come Alpuébrega, la Brega o Castrejón.
Reperti archeologici, anche se limitati, dimostrano la presenza romana nella città e dintorni: le monete, un cammeo, una stele di pietra calcarea e un freno a cavallo datato nel II secolo; è necessario aggiungere pezzi riutilizzati dai Visigoti, come resti di colonne, statue e lastre di marmo di Carrara. Non c'è stato un insediamento romano a Guadamur, ma sembra sicura l'esistenza di una strada romana di secondo ordine e la probabile esistenza di una villa nella zona della vecchia strada di Toledo. Il nome locale Portusa (diminutivo latino di portus), un guado del Tago, a 8 km a nord-ovest di Guadamur, punta per l'area come un luogo di transito.

### Medioevo

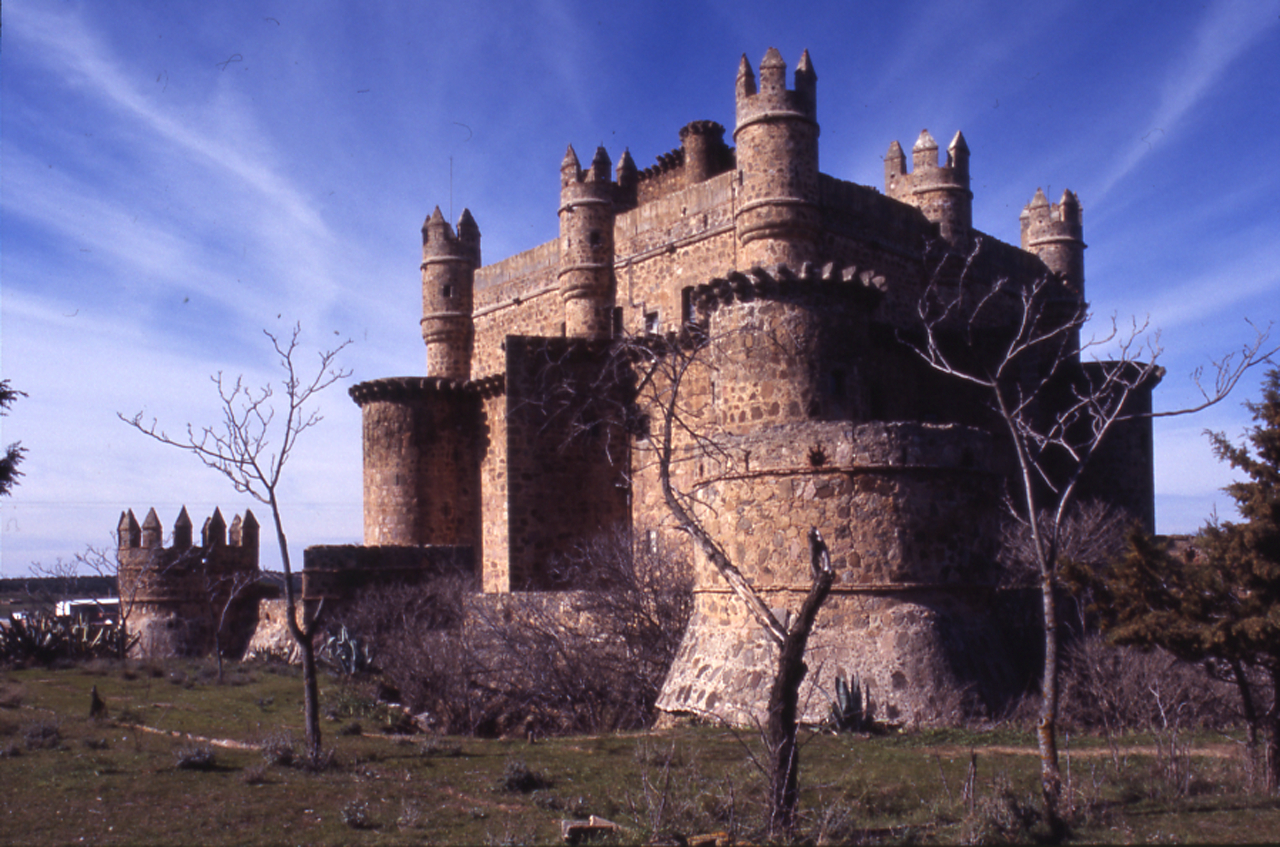
Il Castello di Guadamur in una foto di Paolo Monti, 1980

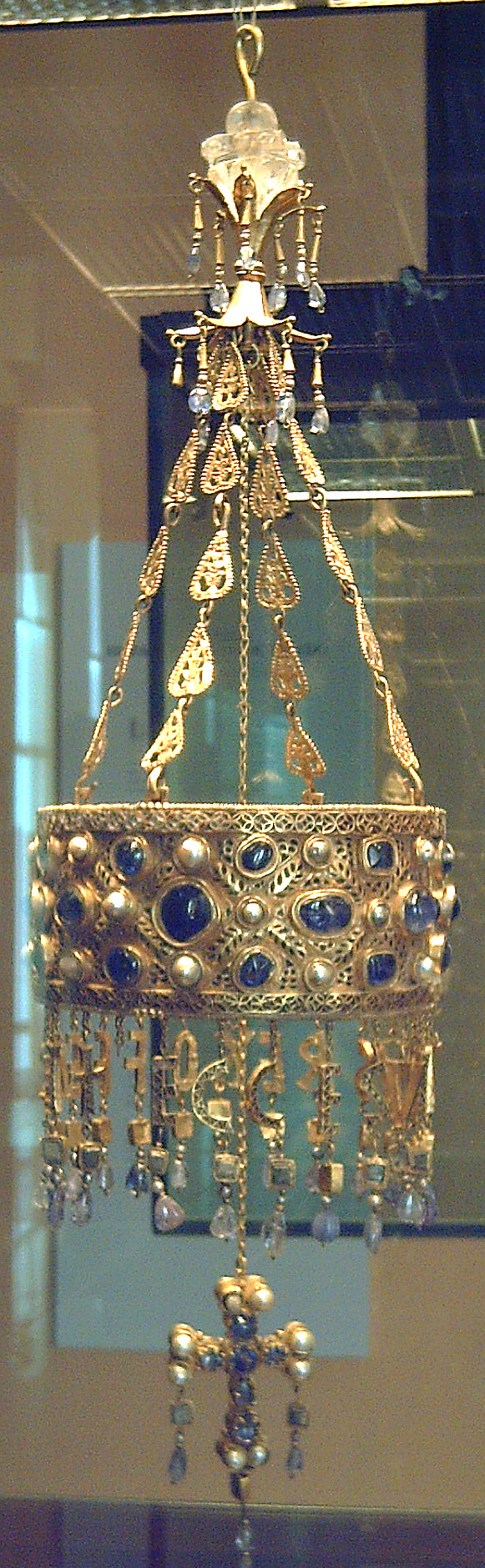
Corona visigotica di re Recesvinto (653-672)

L'epoca visigotica (409-711) lascia a Guadamur il più interessante capitolo della sua storia. Nel mese di agosto 1858, forti temporali su Guadamur scaricarono presso il sito dei giardini di Guarrazar, scoprendo una serie di tombe. I vicini Francisco Morales e Maria Pérez scoprirono così il chiamato Tesoro di Guarrazar, il più importante di quelli trovati nella penisola iberica appartenenti a questa epoca. Questi reperti, così come altri scoperti da vicini di Guadamur e lo scavo archeologico del Ministero dei Lavori Pubblici e della Reale Accademia della Storia (aprile 1859), hanno formato un gruppo composto da: sei corone, cinque croci, un ciondolo e resti di fogli e canali (quasi tutti d'oro, ora al Museo Archeologico Nazionale di Madrid); una corona d'oro e una croce e una pietra scolpita con l'Annunciazione (ora nel Palazzo Reale di Madrid); tre corone, due croci, collegamenti e ciondoli d'oro (ora al Museo Nazionale del Medioevo e Terme di Cluny, a Parigi); una corona e altri frammenti di una barra con una sfera di cristallo (rubati dal Palazzo Reale di Madrid nel 1921 e ancora in luogo sconosciuto). La più importante di tutte è la corona di re Recesvinto (oggi la piazza principale della città porta il suo nome), con zaffiri blu provenienti dall'isola detta allora Ceylon, oggi Sri Lanka. Vi sono stati trovati anche molti frammenti di sculture e resti di un edificio, forse un delubrum romano (santuario o luogo di depurazione). Nei secoli successivi il luogo fu dedicato al culto cristiano, come chiesa o oratorio, ospitando delle tombe: nella più importante di queste si è trovato uno scheletro adagiato su un letto di calce e sabbia e una lapide in pietra di ardesia, la cui iscrizione latina si riferiva al sacerdote Crispinus e risaliva all'anno 693 (51 del regno di Egica, anno del XVI Concilio di Toledo). Questa lapide è ora nel Museo Archeologico Nazionale di Madrid. Secondo alcune ipotesi, Guarrazar sarebbe stato un monastero che è servito come nascondiglio per il tesoro reale di Toledo, per impedirne la cattura da parte dei musulmani, e cioè il monastero di Sancta Maria in Sorbaces, secondo l'iscrizione della croce di Sónnica, un pezzo del tesoro di Guarrazar conservato a Parigi.
Oltre al proprio nome, si trovano nelle vicinanze di Guadamur altri nomi in lingua araba: Daramazán "casa fortificata"; Daramezas, "casa della tabella o altopiano; Guajaraz,
"Fiume di spine "; Guarrazar," Valle del Piombo”; Zuarraz, "Piccolo canale"; Aguanel, "Acqua del pozzo"; Aceituno, "Oliveto".
A causa della capitolazione di Toledo nel 1085 la zona diventó una posizione strategica per gli Almohadi e gli Almoravidi. La regione, nei seguenti cento anni, fu devastata dagli attacchi e contrattacchi da entrambi i lati. Iniziato il reclutamento in tempi di Alfonso VII, Guadamur appare come paese del consiglio di Toledo, che riceve le tasse e dal quale dipende. Ci sono documenti che forniscono la prova dell'esistenza di tradizionali proprietà private dei cittadini provenienti da Toledo, e questo si può far risalire al regno arabo dalla toponimia araba delle aziende agricole. Sin dalla fine del XII secolo queste proprietà passarono nelle mani del clero, in particolare il regolare.
Nel corso dei secoli XII, XIV e XV, queste terre soffrono un progressivo passaggio verso il regime dei nobili, e si inizia a sentire la vergogna della schiavitù in un periodo di decomposizione monarchica, il rafforzamento delle dispute tra famiglie nobili, la resistenza contadina, il conflitto religioso, pestilenze e crisi di sussistenza. Guadamur entra nella storia medievale sotto la mano di Pedro López de Ayala, figlio del Cancelliere del re e sindaco di Toledo, la cui famiglia era in controversia con i Silva. È intervenuto nella guerra che ha messo di fronte Juan II e il valido don Álvaro con gli infanti di Aragona, Don Enrique e Don Juan, e ha finito per dare Toledo nel 1440. Riguadagnato il terreno perduto, Juan II perdona don Pedro nel 1444; nel 1446 ottiene dal re la concessione di Guadamur. Questa data segna l'inizio di quattro secoli nei quali la città diventa possessione di un signore al potere assoluto, che giudica, punisce, pena, emana leggi, sceglie le autorità e tiene soggetti a tasse, imposte e delle prestazioni personali ai cittadini. Il figlio di Don Pedro è il primo Conte di Fuensalida (1470); due anni prima aveva ottenuto il permesso del re per costruire un castello a Guadamur, probabilmente su una precedente torre di guardia araba. Mantiene gli scudi degli Ayala e della famiglia Silva, rivali nella Toledo medievale. Al XV secolo risale anche il vicino santuario della Madonna della Natività, influenzato dallo stile mudéjar.

### Età moderna
Nel 1471 Guadamur ottenne il titolo di "villa". In questi anni si è costruita la gogna della piazza, ammiraglia di giurisdizione e di esecuzione, che sostituirà la vecchia forca di legno. Ancora oggi una collina, non lontana dal castello, conserva il nome di "Collina della forca".
Il III Conte di Fuensalida (1489-1537) ha ospitato a Guadamur l'11 luglio 1502 ai principi Don Felipe e Doña Juana, che erano appena stati nominati eredi alla corona del Regno di Castiglia. Nel 1590, durante il regno di Filippo II, il castello serve come un carcere segreto della Inquisizione. Il VI Conte ha partecipato all'espulsione dei Mori (1609) reclutando 126 uomini e delle armi in Guadamur. Il IX Conte è stato nominato da Carlos II Capitano Generale del Regno di Sardegna e Capitano Generale di Milano. Nel XVII secolo la Contea di Fuensalida raggiunge la sua massima espansione: 10 000 abitanti e 40 000 ettari, il secondo stato del regno di Toledo. Nel catasto di Ensenada, che raccoglie dati presso la villa dal 1752, si fa menzione di "decime e primi frutti dei quali sono catturati in essa" e che passano, tra gli altri, alle casse del re, al Cardinale Arcivescovo di Toledo, ai canonici della Cattedrale di Toledo e alle parrocchie di Santo Tomé, Santa Leocadia, San Martín, San Román, San Ginés, San Antolín, San Nicolás, La Magdalena, San Andrés, San Justo, San Vicente, i mozarabici, Santa Eulalia e Santa Justa. La storia della Contea finisce nel 1843, dopo che il governo ha dato le proprietà di Guadamur ai vicini della città.
Nel XVI secolo ci sono due pascoli: il Vecchio, per la Mesta di Segovia (querce, tozzi, spine, mandorle). Nel pascolo di Daramazán passavano l'inverno i manzi di Soria, in modo che la zona è conosciuta come "piccola Estremadura”. Nel pascolo Nuovo, posteriore, sono documentati a metà del XVIII secolo settanta alveari, che producono miele abbondante e cera d'api. A Guajaraz c'era un'importante fermata per mulini (presa). A spese dell'arcivescovo di Toledo Silíceo (1546) si costruisce un ponte sul Guajaraz. Anche a questi anni risale la chiesa parrocchiale di Santa María Magdalena e l'eremo di San Antonio Abad, popolarmente San Antón (anche se il santo che si è venerato in essa fino alla metà del XIX secolo sia stato San Sebastián). La cappella ospita oggi il Museo di Arte e Tradizioni Popolari dei Montes de Toledo.

### Età contemporanea

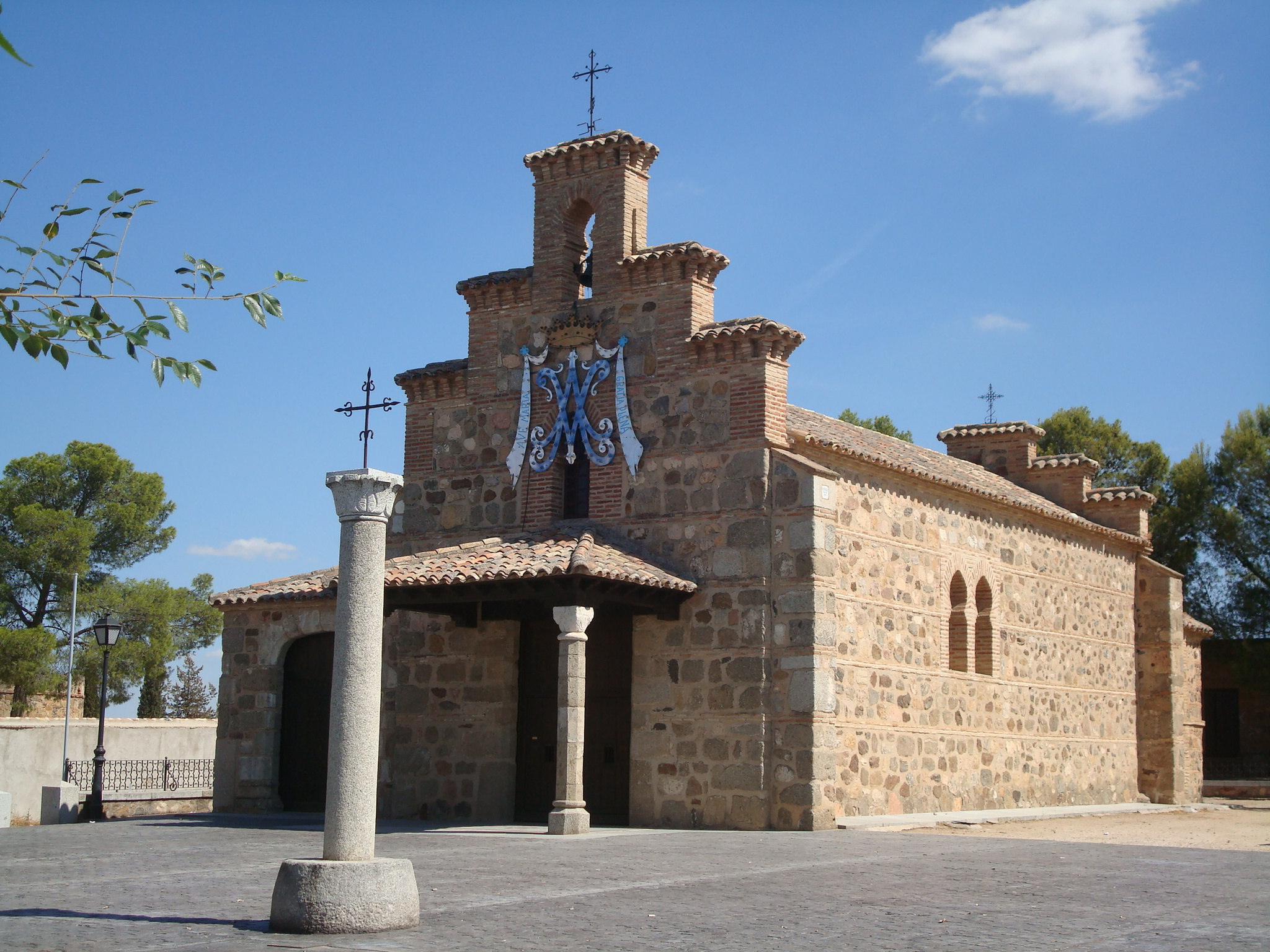
Eremo della Madonna della Natività, secoli XIII-XIV

Verso la fine del 1808 un distaccamento di cavalleria francese, che faceva parte delle truppe napoleoniche, è entrato in Guadamur il 13 dicembre proveniente da Toledo. Si sono installati nel castello, abbandonato ma in buon uso (come ha scritto il parroco del paese, Juan José de Funes, nel 1788). Stando ai documenti, dal 1811 il villaggio contribuisce a fornire le truppe di fanteria e artiglieria squartate in Mazarambroz con la razione giornaliera di pane, carne, vino, legumi, sale, olio, carbone, legno, paglia di orzo e crusca. La resistenza della popolazione ha portato alcuni giovani a integrarsi nella linea di guerriglia di Ambrosio Carmena, alias "El Pellejero”, di Argés.
Nel settembre 1812 è stata solennemente promessa la Costituzione di Cadice. La confisca delle proprietà ecclesiastiche nel XIX secolo è interessante in Guadamur, nella misura in cui molti vicini, che avevano in affitto terreni comunali di proprietà della chiesa cattolica, hanno visto il modo in cui sono state vendute all'asta. In alcuni casi, il nuovo proprietario ha rescisso il contratto, in altri è notevolmente aumentato. Ad esempio, uno dei più grandi patrimoni, il pascolo di Daramezas, passò dalle mani delle suore del Monastero di Santo Domingo el Real di Toledo a mani private, e la tenuta di Aceituno, che dal 1221 apparteneva al convento di San Clemente di Toledo, è venuta alle mani laiche. In alcuni casi, le terre sono state acquistate dagli inquilini della villa.
Nel 1834 si crea la Banda Municipal de Música, che è ancora attiva.
La Costituzione del 1837 ha dato il via libera alla creazione di milizie, società militari dei comuni che comprendono i vicini. In Guadamur si sono mobilitate a più riprese alla fine di questo decennio, per tentare di neutralizzare i Carlistas, che erano in guerra con il Governo spagnolo. Gli agricoltori subivano continui furti di bestiame, e finirono per firmare un accordo di reciproco aiuto per tali eventualità.

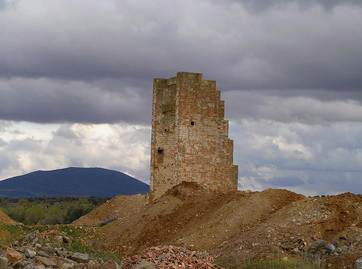
Miniera di grafite nelle vicinanze del fiume Guajaraz

Lo sfruttamento del sottosuolo, che risale almeno al 1612 (quando c'era una miniera di piombo e di alcohol, vale a dire una polvere nera per scopi cosmetici), acquistando slancio con la miniera di grafite all'ultimo terzo del XIX secolo. Queste miniere hanno raggiunto 110 individui e fino a 400 tonnellate all'anno. Nel 1963 sono chiuse dalla concorrenza della grafite tedesca.
A metà del XIX secolo, il bilancio comunale ammonta a 16 000 reales, di cui 2 900 sono stati a pagare il cancelliere. Nel 1887 la città ha venduto il castello al VI conte di Assalto, un lontano parente di Ayala, che eredita il suo figlio, il marchese di Argüeso, Membro del Parlamento per Tarragona. Per il suo interesse personale è ottenuta la concessione del telefono nel 1922. Il castello raggiunge il livello di monumento storico-artistico al 1964.
Nel tardo XIX secolo, essendo sindaco Lorenzo Navas, ex governatore coloniale di Tarlac (Filippine), il vecchio pozzo del Consiglio è sostituito da una fontana (oggi sparuta) in piazza Recesvinto e un trogolo che ha dato il nome alla Plaza del Pilar. L'acqua non raggiungerà le case di Guadamur fino al 1928, dopo l'illuminazione (1907).

### Seconda Repubblica

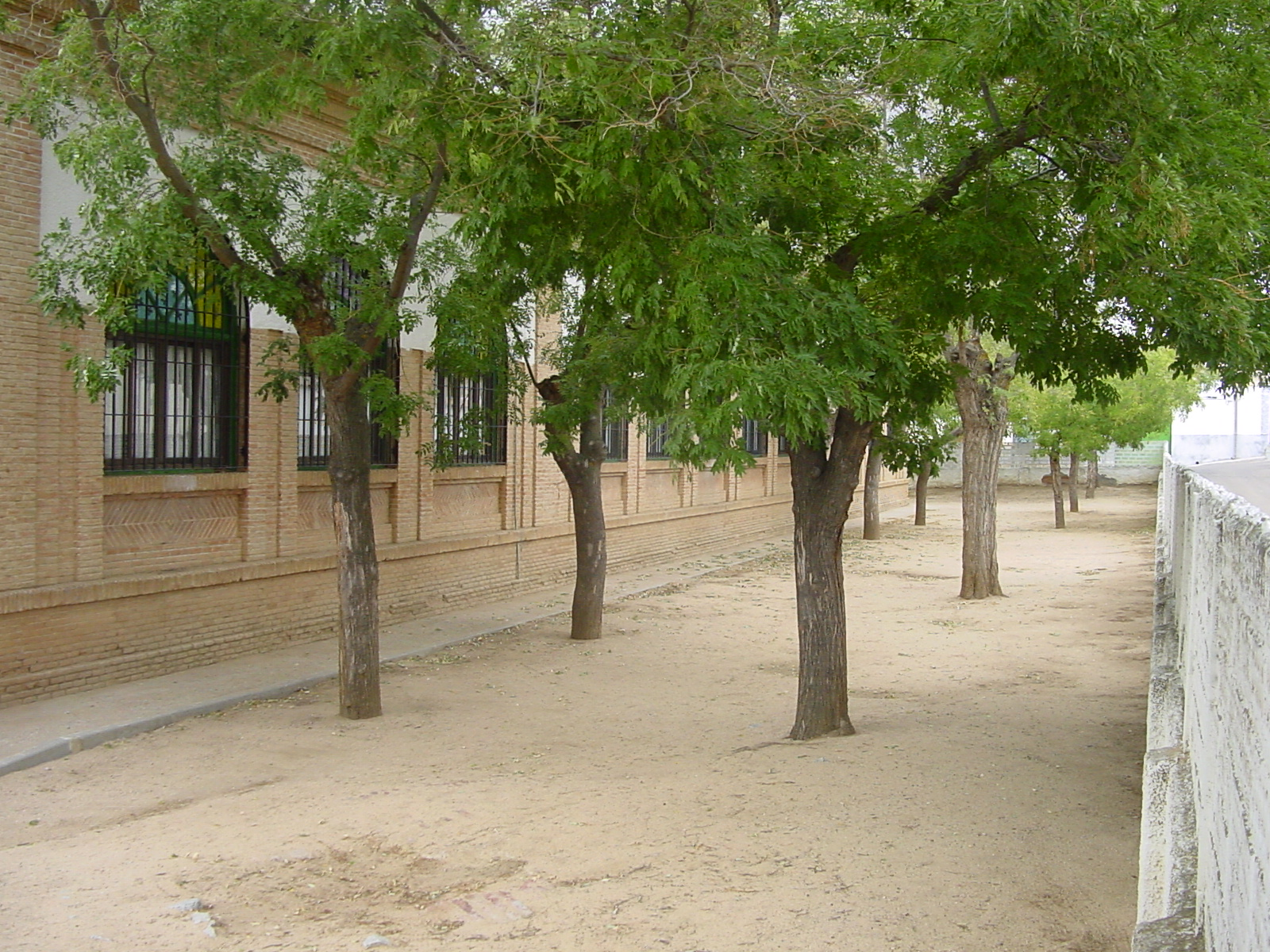
Scuole pubbliche (1935)

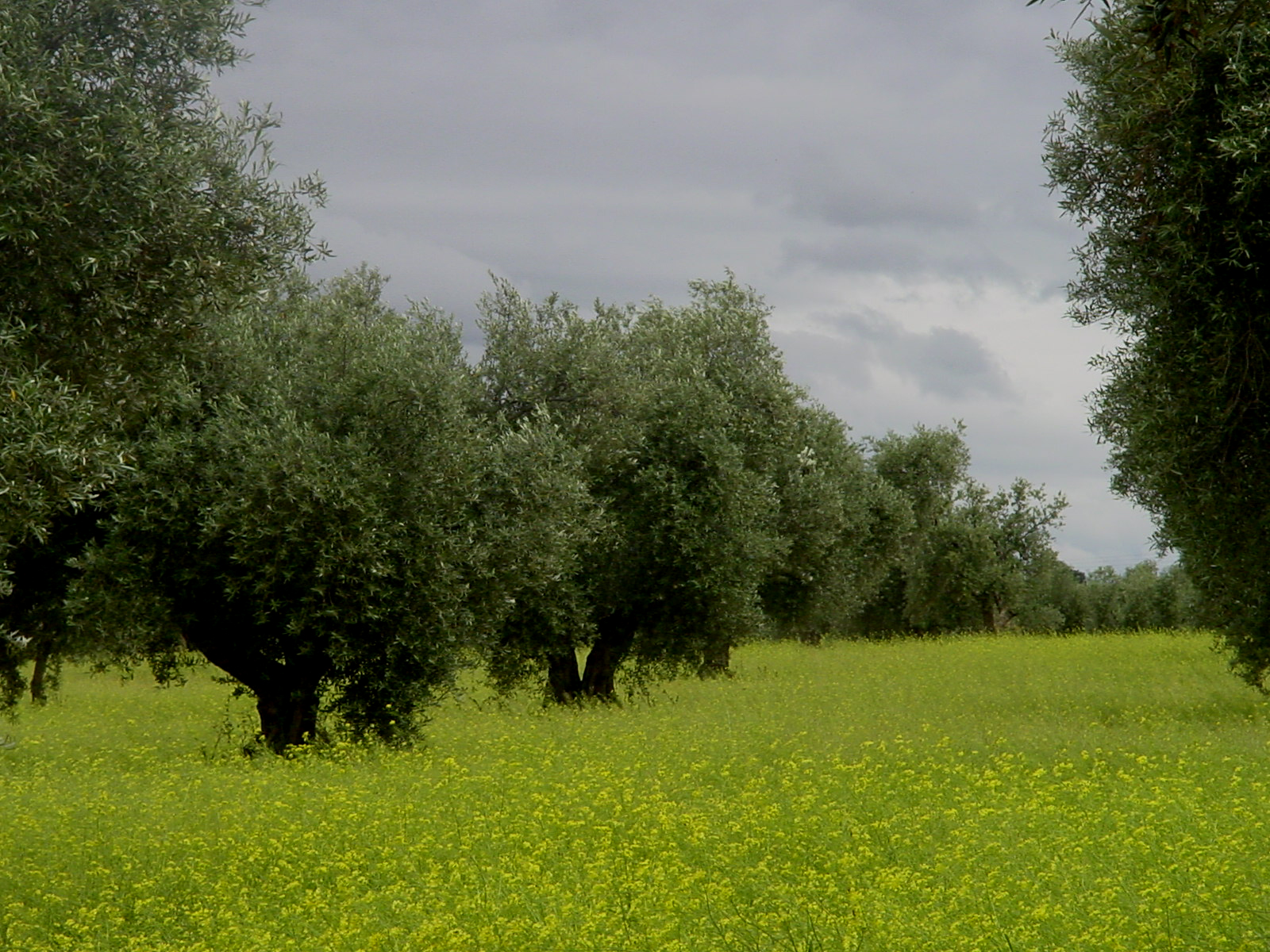
Oliveto attuale nel sito archeologico di Guarrazar

Con l'avvento della Seconda Repubblica il villaggio conosce la creazione del primo sindacato, l'Unione generale dei lavoratori (UGT), la cui società locale (Casa del Pueblo) si trovava in via San Antón. Si alzano le Scuole pubbliche (1935), fino a allora situate in una stalla in via Andrés Hornillos: ospitano oggi il Centro Interpretativo del Tesoro di Guarrazar. Il regime democratico ha costruito anche la via Nuova, abitata da contadini e piccoli agricoltori e a quell'epoca l'unica strada dritta e a livello del villaggio, che presentava un armonioso accordo di facciate, cortili e altezze che non sono sopravvissute fino ai nostri giorni.
Dopo il colpo di Stato del 18 luglio 1936, Guadamur è rimasta sotto il governo della Seconda Repubblica spagnola fino alla fine della guerra civile spagnola. Nel novembre 1936 un battaglione del Reggimento della Milizia guidata da Manuel Iglesias Castro ha reclutato dei contadini socialisti. Nel dicembre dello stesso anno riprende il municipio le sue sessioni regolari dopo un primo momento in cui il Comitato di Difesa era più decisivo. Era politicamente monocolore perché i sette consiglieri appartenevano alla Federazione spagnola dei lavoratori della terra (FETT-UGT). In questo momento presenta Guadamur un esempio di collettivismo integrale: solo due aziende private occupavano allora il 52,2% del Comune, e dopo la sollevazione militare si è fatto il sequestro di quelle e di altre, così come i piccoli negozi e le case dei considerati nemici della Repubblica. Il 25 agosto 1936 si istituisce la comunità "Pablo Iglesias" e l'intero comune, ora integrato in esso, rompe i confini della proprietà privata e fa la divisione del terreno in lotti. La commissione di Abastos è stata incaricata del commercio e dell'unica taverna. La chiesa parrocchiale e le cappelle della Natividad e San Antón sono diventate granai e magazzini. Il castello ha sofferto il saccheggio di numerose camere, tra cui la biblioteca. Il Consiglio comunale, come molti altri popoli della Repubblica spagnola, ha rilasciato la propria moneta. Il 7 maggio 1937 l'esercito di Franco rompe il fronte a sud della città di Toledo e penetra a nord del comune; in tali azioni intraprende la vicina popolazione di Argés, che sarà repubblicana di nuovo un paio di giorni più tardi. Tra il 12 e 25 maggio la 11 Divisione del Esercito Popolare della Repubblica, comandata dal comunista Enrique Líster, tiene manifestazioni (con concerti e cinema) nella zona: in Guadamur si fa in fronte al municipio e alla via Natividad, e ci sono i rappresentanti della città, i delegati dei lavoratori delle fabbriche di Madrid e i rappresentanti della Divisione. Nel mese di ottobre 1937 il Comune perde progressivamente la sua originalità, come in molti altri luoghi, sotto pressione comunista, che auspica una cooperativa di piccoli proprietari terrieri, industriali e dei servizi derivati dalla frammentazione del terreno. Nel mese di ottobre 1938, questa pressione ha portato a dare un lotto agli operai che volevano staccarsi dal Comune. Questa iniziativa, già trasformata in una cooperativa agricola di mercato, è stata sciolta alla fine dello stesso anno. Il 27 marzo 1939 le truppe di Franco hanno preso la città.

### Dittatura

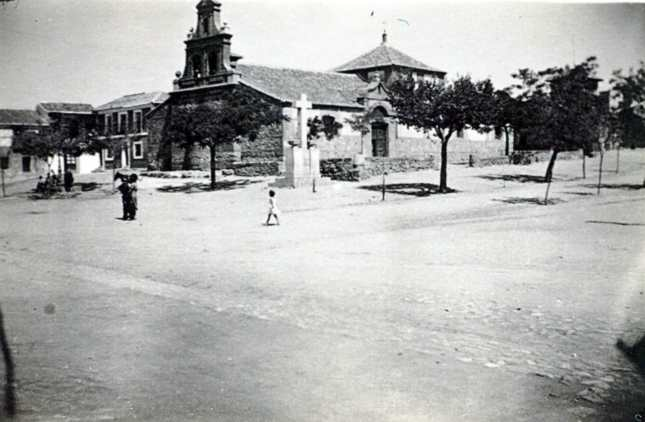
Piazza Recesvinto negli anni 1950. In fondo, chiesa di Santa María Magdalena, secolo XVI

La "Causa General" registra 45 vittime a causa della violenza rivoluzionaria, pendenti della ricerca individuale, perché di sicuro ci saranno delle vittime che sono stati iscritte nei loro villaggi di origine. Per quanto riguarda la repressione attuata dal regime franchista, oltre i 26 morti registrati a Guadamur, molti abitanti finirono nelle carceri del Nuovo Stato franchista e subirono l'umiliazione, l'esilio, e la condanna a morte (a volte commutata) con la solita imputazione di "appoggio alla ribellione".
Il dopoguerra è nella sua prima fase un'epoca di amnesia in cui il paese è diviso tra il silenzio e la paura dei perdenti e il potere assoluto di coloro che volontariamente si piegano al nuovo ordine dittatoriale. A questo fatto si aggiunge la totale ignoranza delle nuove generazioni, gestita da un sistema di trasmissione perfettamente totalitario, l'economia di sussistenza quasi fino al 1960 e il mantenimento della politica dispotica nelle strutture comunali, con la connivenza del potere religioso.
Nella dittatura di Franco i consiglieri sono stati scelti da almeno due terzi provenienti da questi tre gruppi: quello formato dai capi delle famiglie del Comune (uomini per la maggior parte, tranne che per le vedove e le donne di età superiore ai 25 che vivono da sole); quello che formano i sindacati del Comune (il cosiddetto Sindacato Verticale franchista), e il gruppo che compongono i vicini di "notevole prestigio". Naturalmente, i partiti politici erano illegali. Nelle piccole città, come Guadamur, il sindaco ha ottenuto la sua posizione dopo essere nominato dal governatore provinciale e capo del Movimiento, il partito unico.

### Ritorno della democrazia
Il 3 aprile 1979 si celebrano le prime elezioni comunali democratiche dopo la Seconda Repubblica, dopo le elezioni generali di giugno 1977. Da allora in poi, Guadamur ha avuto dei sindaci che hanno vinto le elezioni sotto l'acronimo di UCD (Unión de Centro Democratico), PSOE (Partido Socialista Obrero Español) e PP (Partido Popular).

## Amministrazione

### Gemellaggi
- Tournai
- Vouillé

Il 4 giugno di 2007 si firmò un accordo di gemellaggio con le località di Vouillé (dipartimento di Deux-Sèvres, regione di Aquitania-Limosino-Poitou-Charentes, Francia) e di Tournai, (regione di Vallonia, Belgio), per promuovere scambi culturali e sviluppare una rotta culturale europea, con occasione del XV Centenario della battaglia di Vouillé. In quella località vicina a Poitiers, Clodoveo I, re dei franchi, sconfisse i visigoti di Alarico II nel 507. Tournai è stata la prima capitale dei franchi, sotto i re Cilderico e Clodoveo.